# Dahmer (gruppo musicale)
I Dahmer sono un gruppo Grindcore e Death metal canadese, originario della città di Québec e formatosi nel 1995. I loro testi parlano soprattutto di serial killer: ciò si può intuire già dal nome, che è infatti il cognome del cosiddetto "Cannibale di Milwaukee", Jeffrey Dahmer, i cui omicidi sono stati particolarmente raccapriccianti, con atti di necrofilia, cannibalismo, tortura e smembramento delle sue vittime.
Sono formati da Fred alla chitarra, Seb al basso e alla voce e Yvan alla batteria. In seguito Seb e Yvan lasceranno i Dahmer per formare i Fistfuck.

## Formazione
- Fred - chitarra
- Seb - basso, voce
- Yvan - batteria

## Discografia

### Studio
- 9 Trak 7 Inch (EP) - 1996
- Demo 1 '96 (Demo) - 1996
- Marcel Petiot (EP) - 1997
- Dahmerized (full-length) - 1997

### Split Album
- Dahmer / Undinism  - 1996
- Dahmer / Denak Split 7" - 1997
- Dahmer / IRF - 1997
- Dahmer / Saturation - 1997
- Apt213/Dahmer - 1998
- Dahmer / Jean Seberg - 1998
- Dahmer / Suppression - 1999
- Amerikkka Transmit... The DIS-EASE Is Spreading / Let's Dance!!! - 1999
- Frank and the Bitches / Dahmer - 2000
- Dahmer / Parade of the Lifeless - 2001
- Dahmer / Mesrine - 2001
- Wrong side of the track - 2001

### Raccolte
- The Studio Sessions Discography (Best of/Compilation) - 2003